# Дарсе
Дарсе́ (фр. Darcey) — коммуна во Франции, находится в регионе Бургундия. Департамент коммуны — Кот-д’Ор. Входит в состав кантона Венаре-Ле-Лом. Округ коммуны — Монбар.
Код INSEE коммуны — 21226.

## Население
Население коммуны на 2010 год составляло 347 человек.
| 1962 | 1968 | 1975 | 1982 | 1990 | 1999 | 2010 |
| ---- | ---- | ---- | ---- | ---- | ---- | ---- |
| 411  | 437  | 394  | 336  | 328  | 301  | 347  |

## Экономика
В 2010 году среди 217 человек трудоспособного возраста (15—64 лет) 165 были экономически активными, 52 — неактивными (показатель активности — 76,0 %, в 1999 году было 69,2 %). Из 165 активных жителей работали 156 человек (88 мужчин и 68 женщин), безработных было 9 (6 мужчин и 3 женщины). Среди 52 неактивных 16 человек были учениками или студентами, 19 — пенсионерами, 17 были неактивными по другим причинам.